# الاتحاد الأسترالي للقطط
الاتحاد الأسترالي للقطط (بالإنجليزية: (The Australian Cat Federation (ACF)‏، هي منظمة أسترالية تم تأسيسها في عام 1972 تهدف إلى تحسين تربية القطط الأصيلة، معرفة سلالات جديدة والحفاظ على معايير وقواعد المنافسة الموحدة.